# مزار كفرذبيان

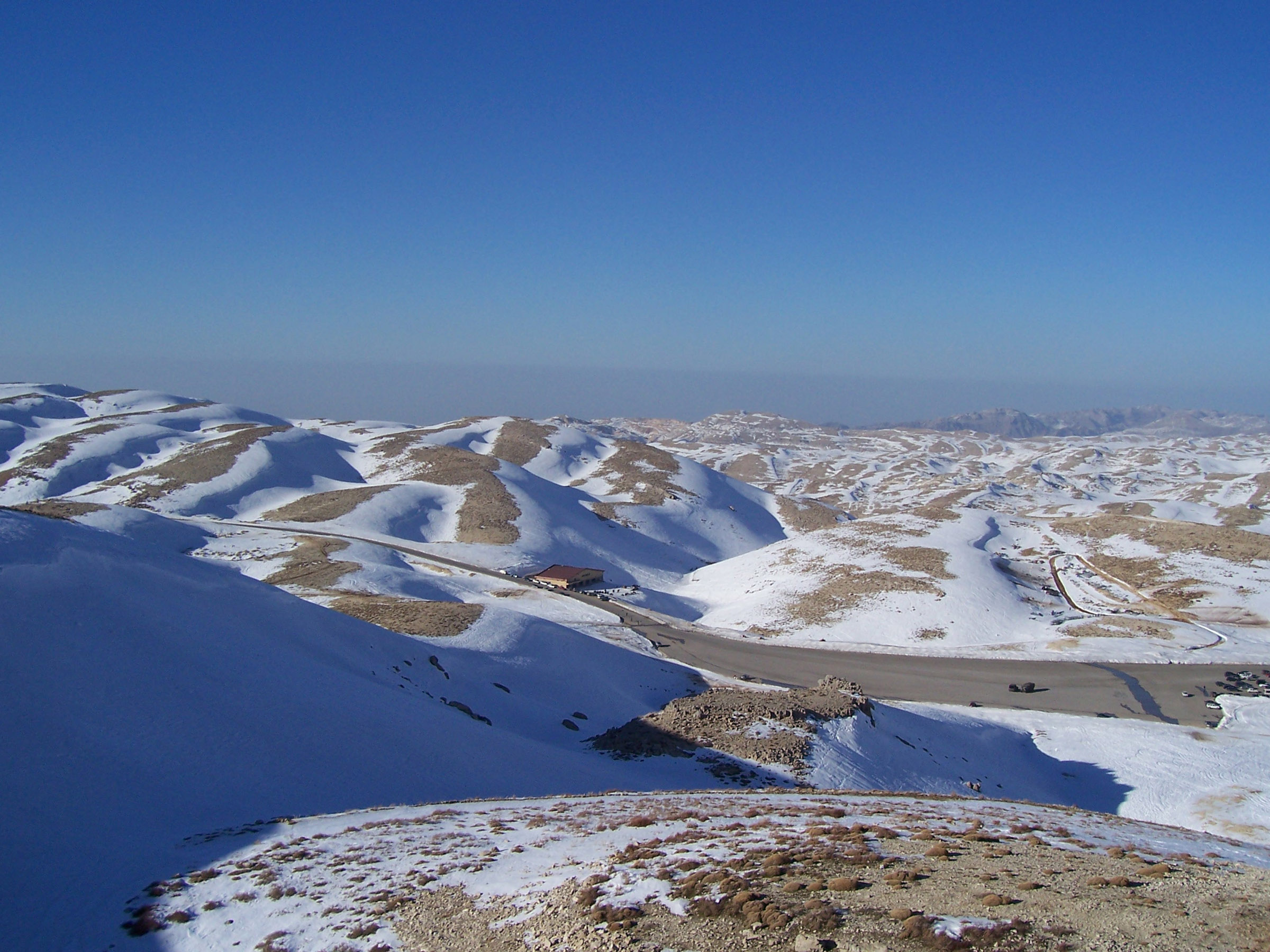
الثلوج تغطي قمم الجبال في المزار ، ديسمبر 2006

مزار كفرذبيان (يُلفظ محليًّا: مزار كفردبيان)  هي منطقة تزلج في لبنان وأكبر منتجع للتزلج في الشرق الأوسط، تقع على بعد ساعة واحدة من بيروت.

## تاريخ
في عام 1960، قام سامي جمال وإميل رياشي ومجموعة من الرواد بتركيب أول مصعد تزلج مستورد من سويسرا، على تلة "الملجأ" وبنوا الشاليهات الأربعة الأولى في المنطقة، وبعد عام، اشتروا 160,000 متر مربع (40 أكر) من العقارات من أجل توسيع منطقة المنتجع.
وفي عام 1963، تأسست شركة فاريا مزار – للسياحة والرياضات الشتوية، وكان الشيخ سليم الخازن هو المساهم الرئيسي فيها بتمويل من المصرفي جوزيف عبده خوري، الذي أصبح فيما بعد رئيس مجلس إدارة الشركة ومديرها العام. حصلت الشركة على امتياز بناء وتشغيل مصاعد التزلج على الأراضي التابعة لبلديات قضاء كسروان، وفي عام 1965، افتتح فندق المزار أبوابه، وقامت الشركة بتركيب أول مصعد كهربائي على تلال جبل ديب. وفي الثمانينيات، خلال الحرب الأهلية، استحوذت مجموعة المباني السعودية على شركة المزار بقيادة فؤاد رزق ونعمة طعمة؛ وفي عام 1993، بعد انتهاء الحرب الأهلية اللبنانية، بدأت المجموعة الجديدة في توسيع المنتجع عندما رُكب مصعد هوائي بثلاثة مقاعد للوصول إلى قمة المزار، أعلى قمة في المنطقة، وتبع ذلك المزيد من المصاعد المتحركة. وفي عام 2012، وصل عدد المصاعد بالمنتجع إلى 20 (منها 7 مصاعد رُكبت في منطقة "وردة" التي تأسست عام 1999) بطول حوالي 80 كيلومتر (50 ميل) من المنحدرات.

## منطقة التزلج
يمتد موسم التزلج عادة من أوائل ديسمبر إلى أوائل أبريل. ويتكون منتجع التزلج اليوم من 42 تلة تمتد على 80 كيلومتر (50 ميل)؛ ويتراوح التزلج بين ارتفاعات 1,850 متر (6,070 قدم) في إلى 2,465 متر (8,087 قدم)، ومن أعلى منحدر المزار، عند الخروج من التلفريك، هناك إطلالة على وادي البقاع وجبل الشيخ في لبنان الشرقي وقمم أخرى مثل زعرور واللقلوق والأرز، ويمكن رؤية المدن الساحلية والعاصمة بيروت في الأيام الصافية.
تتراوح قمم سلسلة جبال المزار كفردبيان بين ارتفاعات 1,913 و 2,465 متر (6,276 و 8,087 قدم)؛ وأعلى قمة هي المزار، تليها قمة وردة وجبل الديب، مما يشكل تحديات للمتزلجين ذوي الخبرة أو المتزلجين على الجليد. وهناك ثلاث قمم أخرى مناسبة تمامًا للمبتدئين، وأكثر من ذلك تتكيف مع المتزلجين من المستوى المتوسط؛ بالإضافة إلى وجود عدد من مسارات التزلج الريفي. وعادةً ما تكون ساعات العمل خلال الأسبوع من الساعة 8 صباحًا حتى 3:30 مساءً ولكنها تمتد حتى الساعة 4 مساءً خلال عطلة نهاية الأسبوع.
وتتوفر أيضًا مجموعة كبيرة ومتنوعة من الأنشطة والرحلات الاستكشافية الأخرى. إلى جانب التزلج التقليدي على جبال، حيث يمكن للناس ممارسة رياضة التزلج على الجليد والتزلج الليلي، وتنظم بعض عروض التزلج وعروض الأزياء، بما في ذلك عارضات الأزياء جي سترينغ، للترويج للمنتجع.

## المواقع الطبيعية والتاريخية

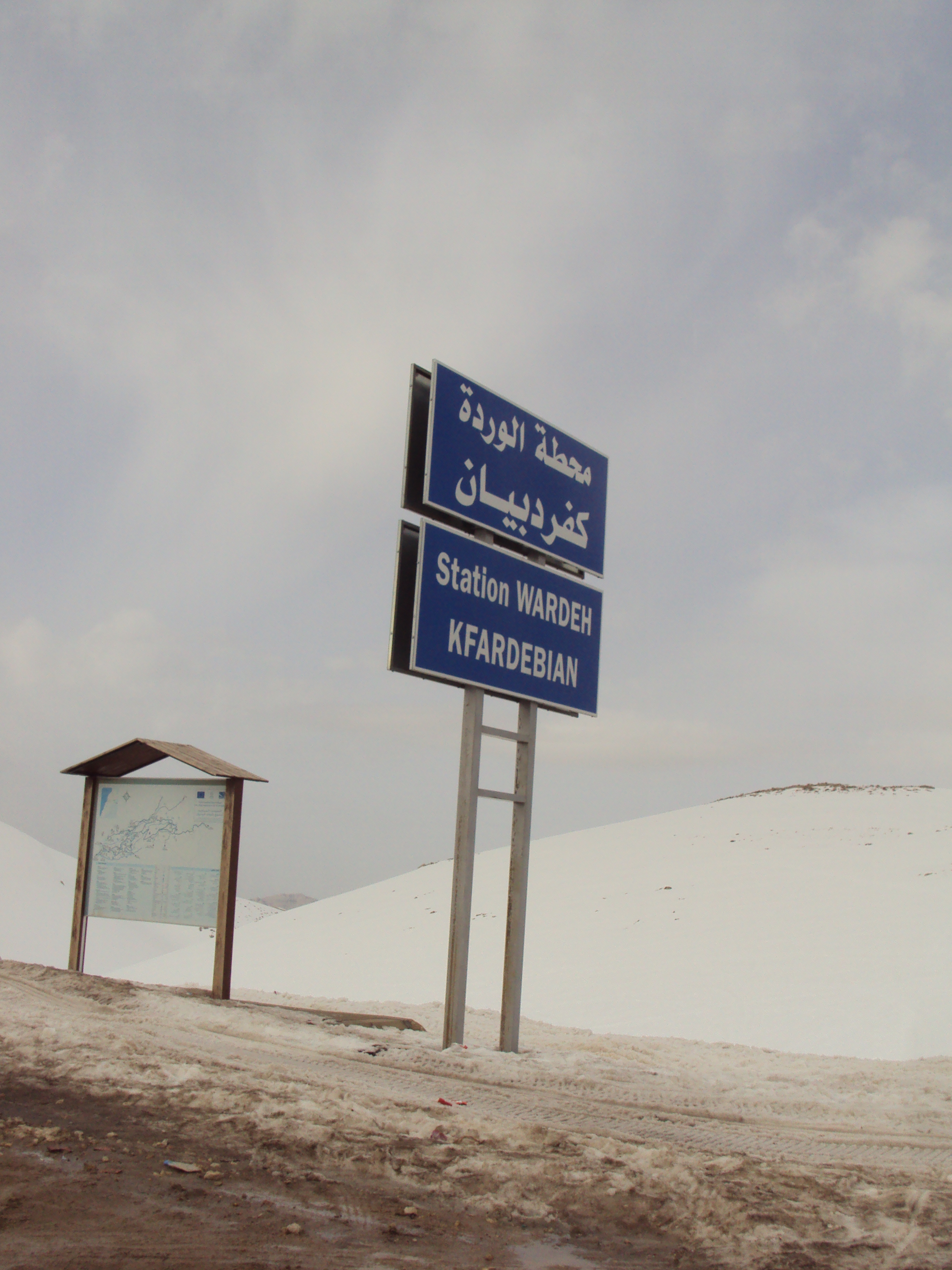
محطة وردة

على ارتفاع 1,300 متر (4,300 قدم) موطن للمعابد الرومانية والأعمدة والمذابح والمقابر الصخرية المحفوظة جيدًا؛ وفي الطريق إلى آثار قلعة فقرا يمكن رؤية جسر مائي طبيعي يسمى "الجسر الحجري" ذو قوس يبلغ طوله 38 متر (125 قدم).

## نوادي التزلج
تعد مزار كفردبيان موطنًا للعديد من نوادي التزلج اللبنانية المختلفة التابعة للاتحاد اللبناني للتزلج الذي تأسس عام 1961.[بحاجة لمصدر]